# 328 (liczba)
328 (trzysta dwadzieścia osiem) – liczba naturalna następująca po 327 i poprzedzająca 329.

## W nauce
- (328) Gudrun

## W kalendarzu
328. dniem w roku jest 24 listopada (w latach przestępnych jest to 23 listopada). Zobacz też co wydarzyło się w roku 328 oraz w roku 328 p.n.e.